# Okręg La Tour-du-Pin
Okręg La Tour-du-Pin (fr. Arrondissement de La Tour-du-Pin) – okręg w południowo-wschodniej Francji. Populacja wynosi 213 tysięcy.

## Podział administracyjny
W skład okręgu wchodzą następujące kantony:
- Bourgoin-Jallieu-Nord,
- Bourgoin-Jallieu-Sud,
- Crémieu,
- Grand-Lemps,
- Isle-d'Abeau,
- La Tour-du-Pin,
- La Verpillière,
- Pont-de-Beauvoisin,
- Morestel,
- Saint-Geoire-en-Valdaine,
- Virieu.